# Christabelle Borg
Christabelle Borg, född 28 april 1992 i Mġarr, är en maltesisk sångerska. Hon representerade Malta i Eurovision Song Contest 2018 med låten "Taboo".